# Formstück

Geflanschtes T-Stück mit unterschiedlichen Nennweiten an einer Dampfmaschine

Das Formstück ist im Anlagenbau eine Sammelbezeichnung für rohrartige Teile in einer Rohrleitung. Speziell in der Haustechnik werden entsprechende Teile Fitting genannt.
Dazu gehören:
- Rohrbogen und U-Rohr (Siphon): ändern die Richtung der Rohrleitung
- Reduzierung: ändert die Nennweite der Rohrleitung
- T-Stück, Y-Stück (Hosenstück) und Rohrabzweigung: ermöglichen die Teilung und Zusammenführung der Fluidströmung
- Muffe
- Rohrstutzen

Formstücke gibt es aus vielen Werkstoffen, in unterschiedlichen Nennweiten und Druckstufen.
Formstücke verursachen Verwirbelungen und damit Druckverluste in der Rohrströmung, die umso größer sind, je stärker die Strömung in den Formstücken umgelenkt wird. Die Druckverluste gehen in eine Rohrnetzberechnung ein, indem für jedes Formstück ein dimensionsloser Zeta-Wert zwischen etwa 0,5 und etwa 2,0 angesetzt wird, der experimentell ermittelt wurde und in Tabellen zu finden ist.